# Francisco Pinochet
Francisco Segundo Pinochet Cifuentes (Concepción, Chile, 15 de diciembre de 1947-10 de mayo de 1990) fue un futbolista chileno. Jugaba de defensa.

## Trayectoria
Oriundo de Concepción, en cuarto año de humanidades decidió dedicarse al fútbol profesional. Jugador del equipo juvenil de Lord Cochrane de su ciudad natal, en 1965 refuerza a Huachipato en el campeonato nacional juvenil, coronándose como campeón. Ese mismo año debuta por Deportes Concepción en un clásico regional ante Lota Schwager. Jugó por el León de Collao hasta 1972, fichando la temporada siguiente en Huachipato de la Primera División, en donde en el verano de 1975 se coronó como campeón del torneo 1974. Logró la clasificación a la Copa Libertadores 1975, de la cual el equipo acerero quedó eliminado en primera ronda como segundo del grupo, tras el eventual subcampeón Unión Española.

## Selección nacional
Fue seleccionado nacional chileno entre los años 1971 y 1975. Fue convocado por primera vez por la dupla técnica de Luis Vera y Raúl Pino, para un partido amistoso ante Paraguay. En 1975, ya sumaba 10 internacionalidades. Su último partido por La Roja fue ante Uruguay por la Copa Juan Pinto Durán.

## Clubes
| Club                | País  | Año       |
| ------------------- | ----- | --------- |
| Deportes Concepción | Chile | 1965-1972 |
| Huachipato          | Chile | 1973-1976 |

## Palmarés

### Campeonatos nacionales
| Título           | Equipo     | País  | Año  |
| ---------------- | ---------- | ----- | ---- |
| Primera División | Huachipato | Chile | 1974 |